# Leichtathletik-Halleneuropameisterschaften 2021/Teilnehmer (Österreich)
| Gelbes Symbol für Goldmedaillen mit stilisierten Olympischen Ringen | Graues Symbol für Silbermedaillen mit stilisierten Olympischen Ringen | Braundes Symbol für Bronzemedaillen mit stilisierten Olympischen Ringen |
| ------------------------------------------------------------------- | --------------------------------------------------------------------- | ----------------------------------------------------------------------- |
| —                                                                   | —                                                                     | —                                                                       |

Die Sportkommission des Österreichischen Leichtathletik-Verbandes (ÖLV) nominierte fünf Athletinnen und zwei Athleten für die Leichtathletik-Halleneuropameisterschaften 2021 in Toruń.
Andreas Vojta hatte auch die Norm für den 1500-Meter-Lauf erfüllt, ging aber nur über die 3000-Meter-Distanz an den Start. Fünfkämpferin Verena Preiner und Hürdensprinterin Stephanie Bendrat verzichteten aus gesundheitlichen Gründen auf eine Teilnahme.

## Ergebnisse

### Frauen

#### Laufdisziplinen
| Athletin          | Disziplin   | Vorlauf    | Vorlauf | Halbfinale         | Halbfinale         | Finale             | Finale             |
| Athletin          | Disziplin   | Zeit       | Platz   | Zeit               | Platz              | Zeit               | Platz              |
| ----------------- | ----------- | ---------- | ------- | ------------------ | ------------------ | ------------------ | ------------------ |
| Magdalena Lindner | 60 m        | 7,40 s     | 29      | 7,47 s             | 23                 | nicht qualifiziert | nicht qualifiziert |
| Susanne Walli     | 400 m       | 53,41 s PB | 27      | nicht qualifiziert | nicht qualifiziert | nicht qualifiziert | nicht qualifiziert |
| Beate Schrott     | 60 m Hürden | 8,19 s     | 20      | 8,17 s =SB         | 20                 | nicht qualifiziert | nicht qualifiziert |
| Karin Strametz    | 60 m Hürden | 8,17 s PB  | 19      | 8,13 s PB          | 17                 | nicht qualifiziert | nicht qualifiziert |

#### Fünfkampf
| Athletin    | Disziplin | 60 m Hürden | Hochsprung | Kugelstoßen | Weitsprung | 800 m       | Punkte  | Platz |
| ----------- | --------- | ----------- | ---------- | ----------- | ---------- | ----------- | ------- | ----- |
| Ivona Dadic | Ergebnis  | 8,38 s PB   | 1,77 m SB  | 13,67 m     | 6,30 m     | 2:15,41 min | 4587 SB | 4     |
| Ivona Dadic | Punkte    | 1044        | 941        | 772         | 943        | 887         | 4587 SB | 4     |

### Männer

#### Laufdisziplinen
| Athlet        | Disziplin | Vorlauf     | Vorlauf | Halbfinale         | Halbfinale         | Finale             | Finale             |
| Athlet        | Disziplin | Zeit        | Platz   | Zeit               | Platz              | Zeit               | Platz              |
| ------------- | --------- | ----------- | ------- | ------------------ | ------------------ | ------------------ | ------------------ |
| Markus Fuchs  | 60 m      | 6,77 s      | 38      | nicht qualifiziert | nicht qualifiziert | nicht qualifiziert | nicht qualifiziert |
| Andreas Vojta | 3000 m    | 7:53,07 min | 12      | nicht qualifiziert | nicht qualifiziert | nicht qualifiziert | nicht qualifiziert |